# Собакинські Ями
Собакинські Ями — система карстових озер у Зеленодольську районі Татарстану.

## Географія
Озера розташовуються ланцюжком паралельно течії Волги, по іншу сторону від гребеня В'язовських гір. Найбільш значні озера Собакино і Провальне.
Собакино — безстічна водойма карстового походження. Розташоване у 0,9 км на північний схід від села Улітіно Зеленодольського району Татарстану. Водойма має округлу форму. Довжина озера 30 м, максимальна ширина 30 м. Площа дзеркала 0,09 га. Середня глибина 4 м.

## Гідрологія
Об'єм озера 4 тис. м³. Харчування підземне, стійке. Вода без кольору і запаху, жорсткістю менше 1 ммоль/л, мінералізацією 81 мг/л, прозорість 80 див. Хімічний тип води гідрокарбонатно-кальцієвий.

## Господарське використання
- Водойма використовується для господарсько-побутових потреб, відпочинку.
- Постановою Ради Міністрів Татарської АРСР від 10 січня 1978 р. № 25 та постановою Кабінету Міністрів Республіки Татарстан від 29 грудня 2005 року № 644 визнана пам'яткою природи регіонального значення